# Großsteingräber bei Łupawa
Die Großsteingräber bei Łupawa (auch Großsteingräber bei Lupow genannt) sind eine Gruppe von acht noch erhaltenen megalithischen Grabanlagen der jungsteinzeitlichen Trichterbecherkultur bei Łupawa (deutsch Lupow), einem Ortsteil der Gmina Potęgowo (deutsch Pottangow) in der Woiwodschaft Pommern in Polen. Sie tragen die Sprockhoff-Nummern 587–594. Ein neuntes Grab wurde im 19. Jahrhundert zerstört.

## Lage
Die acht erhaltenen Gräber befinden sich etwa 3 km ostsüdöstlich von Łupawa in einem Waldgebiet am Nordufer des Flusses Łupawa. Sie liegen nahe beieinander. Im gleichen Waldgebiet befinden sich zahlreiche Grabhügel. Das zerstörte Grab 9 befand sich nördlich von Łupawa, östlich des Weges nach Poganice (deutsch Poganitz).
In der näheren Umgebung gibt es mehrere weitere Großsteingräber: 2,2 km südlich befinden sich die Großsteingräber bei Gogolewko (Großsteingräber bei Neu Jugelow) und 2,3 km nordnordöstlich die Großsteingräber bei Dąbrówno (Großsteingräber bei Schöneichen).

## Beschreibung

### Die erhaltenen Gräber

#### Grab 1
Grab 1 besitzt ein nordwest-südöstlich orientiertes trapezförmiges Hünenbett mit einer Länge von ursprünglich etwa 32,5 m und einer Breite von 7 m im Nordwesten bzw. 4 m im Südosten. Eine Hügelschüttung ist nicht erkennbar. Die Umfassung ist noch gut erhalten und weist nur wenige Lücken auf. Die nordwestliche Stirnseite weist größere Steine auf als die restlichen Seiten. Ein gesprengter Stein hat eine ursprüngliche Höhe von 1,4 m und eine Breite von 1 m. Nach Südosten werden die Umfassungssteine immer kleiner und sind am Ende nur noch kopfgroß. Eine Grabkammer ist nicht auszumachen, die Anlage ist als kammerloses Hünenbett anzusprechen.

#### Grab 2
Grab 2 besitzt ein nordwest-südöstlich orientiertes trapezförmiges Hünenbett mit einer Länge von ursprünglich etwa 33 m und einer Breite von 5,5 m im Nordwesten bzw. 4 m im Südosten. Die Hügelschüttung hat eine erhaltene Höhe zwischen 0,7 m und 0,8 m. Von der Umfassung sind nur noch wenige Steine an den Langseiten und der nordwestlichen Stirnseite erhalten. Eine Grabkammer ist nicht auszumachen, vermutlich handelt es sich bei der Anlage um ein kammerloses Hünenbett.

#### Grab 3
Diese Anlage besitzt ein annähernd nord-südlich orientiertes trapezförmiges Hünenbett mit einer Länge zwischen 22,5 und 24,5 m und einer Breite von 7 m im Norden bzw. 5,5 m im Süden. Die Schmalseiten verlaufen nicht parallel, sondern verjüngen sich nach Osten. Eine Hügelschüttung ist nicht erkennbar. Die Umfassung ist an der westlichen Langseite noch weitgehend vollständig erhalten, an den anderen Seiten weist sie größere Lücken auf. Die größten Umfassungssteine stehen am Nordende des Betts. Der nordwestliche Eckstein hat eine Höhe von 0,9 m. Ab dem fünften Stein nimmt die Höhe nach Süden hin immer weiter ab, am Südende sind sie fast ebenerdig. Bei drei Steinen, die im Inneren des Betts liegen, handelt es sich vielleicht um Reste einer Grabkammer.

#### Grab 4
Grab 4 besitzt ein nordost-südwestlich orientiertes trapezförmiges Hünenbett mit einer Länge von 24,5 m und einer Breite von 6,5 m im Nordosten bzw. 3 m im Südwesten. Eine Hügelschüttung zeichnet sich nur noch sehr schwach ab. Die Umfassung ist noch recht gut erhalten, weist an den Langseiten aber einige Lücken auf. An der nordöstlichen Stirnseite stehen die größten Umfassungssteine. An den anderen Seiten sind sie deutlich kleiner, zum Teil handelt es sich nur um Rollsteine. Bei einigen im Inneren des Betts umher liegenden Steinen könnte es sich um Reste von einer oder zwei Grabkammern handeln.

#### Grab 5
Die Anlage besitzt ein nordwest-südöstlich orientiertes trapezförmiges Hünenbett mit einer Länge von 24,5 m und einer Breite von 7 m im Südosten bzw. 5 m im Nordwesten. Eine Hügelschüttung zeichnet sich nur noch sehr schwach ab. Die Umfassung ist nur noch teilweise erhalten. Die größten Steine mit etwa 1 m Höhe stehen an der südöstlichen Stirnseite. An den anderen Seiten sind sie deutlich kleiner. An den Langseiten sind nur noch im Südostteil sowie an der nordwestlichen Ecke Umfassungssteine vorhanden. Eine Grabkammer ist nicht auszumachen, vermutlich handelt es sich bei der Anlage um ein kammerloses Hünenbett.

#### Grab 6
Grab 6 besitzt ein nordwest-südöstlich orientiertes trapezförmiges Hünenbett mit einer Länge von 23,5 m und einer Breite von 6,5 m im Südosten bzw. 4 m im Nordwesten. Eine Hügelschüttung ist kaum erkennbar. Die Umfassung ist an den Schmalseiten noch gut erhalten. An der südwestlichen Langseite weist sie größere Lücken auf und an der nordöstlichen Schmalseite fehlen die meisten Steine. Die südöstliche Stirnseite weist die größten Steine auf. Eine Grabkammer ist nicht auszumachen, vermutlich handelt es sich bei der Anlage um ein kammerloses Hünenbett.

#### Grab 7
Von dieser Anlage ist nur noch der südliche Teil eines nord-südlich orientierten trapezförmigen Hünenbetts erhalten. Die erhaltene Länge beträgt 8 m, die Breite 5,5 m im Süden bzw. 4 m im Norden. Eine Hügelschüttung ist nicht erkennbar. Die Umfassung ist an der südlichen Stirnseite noch gut erhalten. Hier stehen auch die größten Steine. Der südöstliche Eckstein hat eine Höhe von 0,8 m. Einige kleinere Steine sind noch an den Langseiten erhalten. Sie stecken sehr tief in der Erde. Eine Grabkammer ist nicht auszumachen, vermutlich handelt es sich bei der Anlage um ein kammerloses Hünenbett.

#### Grab 8
Grab 8 besitzt ein ost-westlich orientiertes trapezförmiges Hünenbett mit einer Länge von etwa 30 m und einer Breite von 8,5 m im Osten bzw. 3,5 m im Westen. Eine Hügelschüttung ist nur schwach erkennbar. Die Umfassung ist an der östlichen Stirnseite noch gut erhalten. Die Steine haben hier eine Höhe von mindestens 1,2 m. Der von Süden aus gesehen erste und dritte Stein sind gesprengt. An den Langseiten stehen deutlich kleinere Steine. Die Nordseite weist größere Lücken auf, an der Südseite sind nur noch einige Steine im Ostteil erhalten. Die Steine der westlichen Schmalseite sind wiederum größer als die der Langseiten. Eine Grabkammer ist nicht auszumachen, vermutlich handelt es sich bei der Anlage um ein kammerloses Hünenbett.

### Das zerstörte Grab 9
Das zerstörte Grab bestand aus einem Steinhügel mit einer angrenzenden länglichen Steinsetzung, die durch transversale Teilungen in mehrere Abschnitte gegliedert war. Zu den Maßen und zur Ausrichtung der Anlage liegen keine Angaben vor. Der genaue Grabtyp lässt sich nicht mehr bestimmen.

## Filme
- Krzysztof Paluszyński: Megaliths – the 5,500 year old story. PalFilmStudio, Posen 2018. In: YouTube. 21. Januar 2019, abgerufen am 2. Dezember 2020.